# Bert I. Gordon
Bert I. Gordon (anglès: Bert Ira Gordon)  (Kenosha, 24 de setembre de 1922 - Los Angeles, 8 de març de 2023) va ser un guionista, director de cinema i productor estatunidenc.

## Biografia
Després de Roger Corman, Bert I. Gordon va ser el director/productor més fiable i distintiu de l'American International Pictures durant els últims anys 50. Havent fet spots comercials per la televisió, Gordon es va especialitzar en pel·lícules amb "trucs publicitaris", que normalment implicaven gegants o animals gegantins. Les seves primeres dues pel·lícules, King Dinosaur i The Beginning of the End, eren bastant crues fins i tot pels estàndards de mitjans dels '50, implicant llangardaixos i llagostes gegants, respectivament. The Cyclops, amb la seva història sobre un home transformat en un monstre per radiació atòmica, i The Amazing Colossal Man, feta per American Internacional, van ser sengles èxits.
Gordon va continuar amb Attack of the Puppet People, sobre un científic que converteix en petita la gent, mentre The Spider era sobre una aranya gegant que ataca una petita ciutat. Gordon va provar altres formes de cinema de fantasia durant els anys 60, però el gegantisme sempre li va funcionar bé, com a Village of the Giants (sobre delinqüents juvenils --liderats per Beau Bridges, que creix a descomunals proporcions). Durant els anys 70, es va marcar dos èxits molt menors amb Food of the Goods i Empire of the Ants (ambdues basades lleugerament en obres de H.G. Wells), les dues amb gegantisme i ridículs efectes especials esportius. I per a qualsevol que mai no se n'ha adonat, les inicials de Bert I. Gordon formen la paraula "BIG."

## Filmografia[3]

### Director
- 1955: King Dinosaur
- 1957: Beginning of the End
- 1957: The Cyclops
- 1957: The Amazing Colossal Man
- 1958: Attack of the Puppet People
- 1958: War of the Colossal Beast
- 1958: Earth vs. the Spider
- 1960: The Boy and the Pirates
- 1960: Tormented
- 1962: L'espasa màgica (The Magic Sword)
- 1965: Village of the Giants
- 1966: Picture Mommy Dead
- 1970: How to Succeed with Sex
- 1972: Necromancy
- 1973: The Mad Bomber
- 1976: El menjar dels déus (The Food of the Gods)
- 1977: L'imperi de les formigues (Empire of the Ants)
- 1981: Burned at the Stake
- 1982: Let's Do It!
- 1985: The Big Bet
- 1990: Satan's Princess

### Productor
- 1954: Serpent Island
- 1955: King Dinosaur
- 1957: Beginning of the End
- 1957: The Cyclops
- 1957: The Amazing Colossal Man
- 1958: Attack of the Puppet People
- 1958: War of the Colossal Beast
- 1958: Earth vs. the Spider
- 1960: The Boy and the Pirates
- 1960: Tormented
- 1962: L'espasa màgica
- 1965: Village of the Giants
- 1966: Picture Mommy Dead
- 1973: The Mad Bomber
- 1976: El menjar dels déus
- 1977: Empire of the Ants
- 1981: Burned at the Stake
- 1982: Let's Do It!
- 1985: The Big Bet
- 1990: Satan's Princess

### Guionista
- 1965: Village of the Giants
- 1957: The Cyclops
- 1957: The Amazing Colossal Man
- 1970: How to Succeed with Sex
- 1972: Necromancy
- 1973: The Mad Bomber
- 1976: El menjar dels déus
- 1981: Burned at the Stake
- 1982: Let's Do It!
- 1985: The Big Bet

### Director de fotografia
- 1954: Serpent Island

### Muntador
- 1982: Let's Do It!